# 萨丽塔·素万那吉博里汉
萨丽塔·素万那吉博里汉（1995年5月22日—），泰國女子羽毛球運動員。

## 簡歷
2015年5月，萨丽塔·素万那吉博里汉出戰樂魚羽毛球國際系列賽，拿得女子單打比賽亞軍。

## 主要比賽成績
只列出曾進入準決賽的國際賽事成績：
| 年份   | 賽事                 | 公開賽級別 | 項目     | 拍檔 | 成績 |
| ------ | -------------------- | ---------- | -------- | ---- | ---- |
| 2015年 | 樂魚羽毛球國際系列賽 | 國際系列賽 | 女子單打 | －   | 亞軍 |

| 2007-2017年 | 首要超級賽 | 超級賽 | 黃金大獎賽 | 大獎賽 | 國際挑戰賽 | 國際系列賽 | 未來系列賽 | 其他 |

| 2018-2026年 | 總決賽 | 超級1000賽 | 超級750賽 | 超級500賽 | 超級300賽 | 超級100賽 | 國際挑戰賽 | 國際系列賽 | 未來系列賽 | 其他 |